# Liste des titres musicaux numéro un aux États-Unis en 2013
 (août 2023).
- Si vous ne connaissez pas le sujet, laissez ce bandeau (vous pouvez alors contacter les auteurs).
- Si vous supprimez le contenu mis en cause (vous pouvez préalablement contacter les auteurs),

argumentez précisément cette suppression dans la page de discussion
(un manque de référence n'est pas un argument ; une recherche réelle de référence doit avoir été effectuée, être formellement documentée).
Cette page liste les titres musicaux ayant eu le plus de succès au cours de l'année 2013 aux États-Unis, d'après le magazine Billboard.
Le mois de janvier 2013 voit les ventes de singles Locked Out of Heaven de Bruno Mars être à leur top niveau. Pendant 4 semaines, Bruno Mars va garder la première place. Après 6 semaines passées à la première place, Locked Out of Heaven se fait détrôner par Thrift Shop du rappeur Macklemore. 
Au mois de mars, la mode du Harlem Shake propulse le titre éponyme à la tête des vents de singles. Le Harlem Shake est une danse volontairement ridicule dans des accoutrements qui le sont tout autant, sur le fond musical du titre Harlem Shake. 
Bruno Mars obtient le cinquième numéro 1 de sa courte carrière avec sa balade When I was your man 1 semaine numéro 1, dans le même mois la chanteuse Pink va chanter en duo avec Nate Ruess avec Just Give me a Reason titre de la chanteuse américaine relatant les différends entre conjoints. La musique restera 3 semaines au top du classement. 
Le rappeur Macklemore continue sur sa très bonne année et signe un nouveau numéro 1 avec Can't Hold us, et devient le premier rappeur à mettre ses deux premières musiques du classement numéro 1. Le titre est sorti en 2011 mais ne connaît pas le succès. fort de sa nouvelle notoriété Macklemore ressort le single mais cette fois avec un clip et le succès est quasi immédiat. Can't Hold us a gardé la première place pendant 5 semaines, en tout Macklemore aura passé 11 semaines numéro 1 dans la même année avec ces deux musiques. 

## Historique

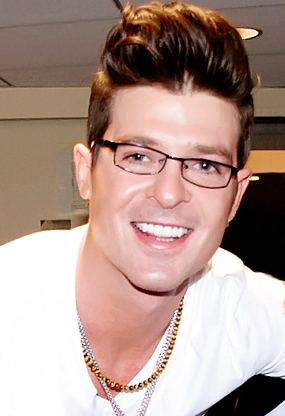
La chanson Blurred Lines du chanteur Robin Thicke est resté 12 semaines consécutive au Billboard Hot 100 en 2013.

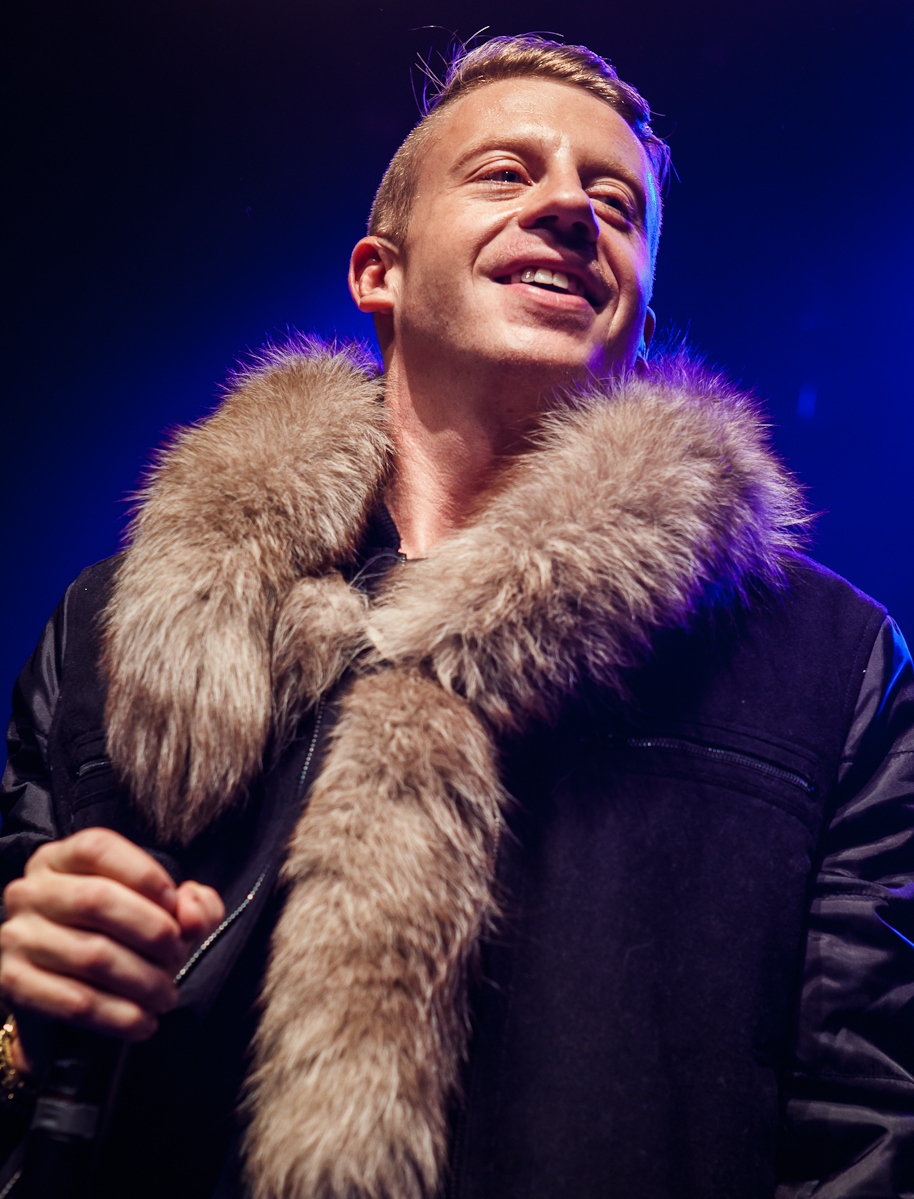
Le chanteur canadien Macklemore et Ryan Lewis sont restés 11 semaines numéro un au Billboard Hot 100 en 2013 avec les chansons Thrift Shop et Can't Hold Us.

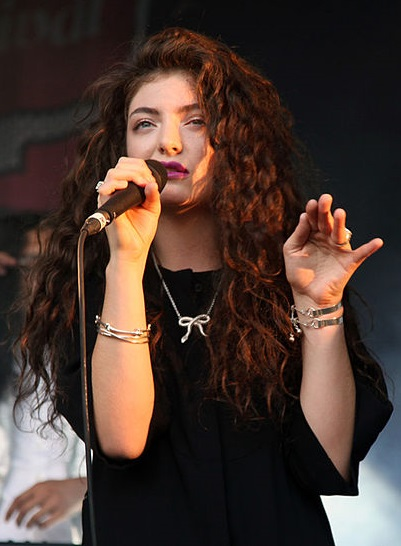
La chanson Royals de la chanteuse néozélandaise Lorde est resté 9 semaines consécutive au Billboard Hot 100 en 2013.

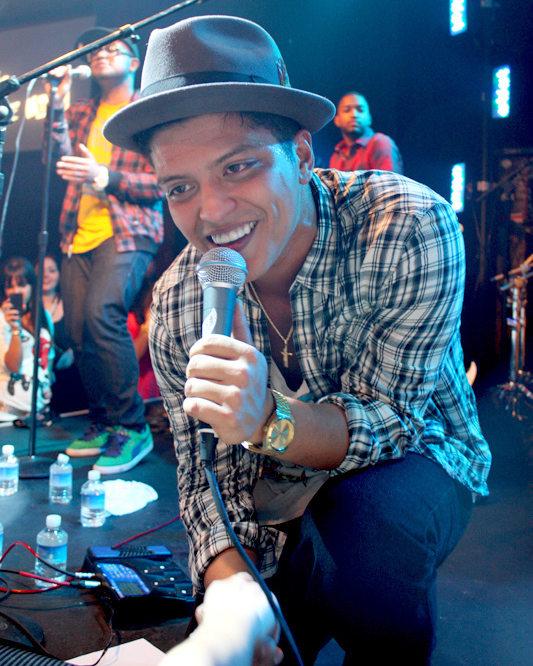
Le chanteur Bruno Mars est resté 5 semaines numéro un au Billboard Hot 100 en 2013 avec les chansons Locked Out of Heaven et When I Was Your Man.

| Date         | Artiste(s)                                      | Titre                 | Référence |
| ------------ | ----------------------------------------------- | --------------------- | --------- |
| 5 janvier    | Bruno Mars                                      | Locked Out of Heaven  |           |
| 12 janvier   | Bruno Mars                                      | Locked Out of Heaven  |           |
| 19 janvier   | Bruno Mars                                      | Locked Out of Heaven  |           |
| 26 janvier   | Bruno Mars                                      | Locked Out of Heaven  |           |
| 2 février    | Macklemore & Ryan Lewis featuring Wanz          | Thrift Shop           |           |
| 9 février    | Macklemore & Ryan Lewis featuring Wanz          | Thrift Shop           |           |
| 16 février   | Macklemore & Ryan Lewis featuring Wanz          | Thrift Shop           |           |
| 23 février   | Macklemore & Ryan Lewis featuring Wanz          | Thrift Shop           |           |
| 2 mars       | Baauer                                          | Harlem Shake          |           |
| 9 mars       | Baauer                                          | Harlem Shake          |           |
| 16 mars      | Baauer                                          | Harlem Shake          |           |
| 23 mars      | Baauer                                          | Harlem Shake          |           |
| 30 mars      | Baauer                                          | Harlem Shake          |           |
| 6 avril      | Macklemore & Ryan Lewis featuring Wanz          | Thrift Shop           |           |
| 13 avril     | Macklemore & Ryan Lewis featuring Wanz          | Thrift Shop           |           |
| 20 avril     | Bruno Mars                                      | When I Was Your Man   |           |
| 27 avril     | Pink featuring Nate Ruess                       | Just Give Me a Reason |           |
| 4 mai        | Pink featuring Nate Ruess                       | Just Give Me a Reason |           |
| 11 mai       | Pink featuring Nate Ruess                       | Just Give Me a Reason |           |
| 18 mai       | Macklemore & Ryan Lewis featuring Ray Dalton    | Can't Hold Us         |           |
| 25 mai       | Macklemore & Ryan Lewis featuring Ray Dalton    | Can't Hold Us         |           |
| 1er juin     | Macklemore & Ryan Lewis featuring Ray Dalton    | Can't Hold Us         |           |
| 8 juin       | Macklemore & Ryan Lewis featuring Ray Dalton    | Can't Hold Us         |           |
| 15 juin      | Macklemore & Ryan Lewis featuring Ray Dalton    | Can't Hold Us         |           |
| 22 juin      | Robin Thicke featuring T.I. & Pharrell Williams | Blurred Lines         |           |
| 29 juin      | Robin Thicke featuring T.I. & Pharrell Williams | Blurred Lines         |           |
| 6 juillet    | Robin Thicke featuring T.I. & Pharrell Williams | Blurred Lines         |           |
| 13 juillet   | Robin Thicke featuring T.I. & Pharrell Williams | Blurred Lines         |           |
| 20 juillet   | Robin Thicke featuring T.I. & Pharrell Williams | Blurred Lines         |           |
| 27 juillet   | Robin Thicke featuring T.I. & Pharrell Williams | Blurred Lines         |           |
| 3 août       | Robin Thicke featuring T.I. & Pharrell Williams | Blurred Lines         |           |
| 10 août      | Robin Thicke featuring T.I. & Pharrell Williams | Blurred Lines         |           |
| 17 août      | Robin Thicke featuring T.I. & Pharrell Williams | Blurred Lines         |           |
| 24 août      | Robin Thicke featuring T.I. & Pharrell Williams | Blurred Lines         |           |
| 31 août      | Robin Thicke featuring T.I. & Pharrell Williams | Blurred Lines         |           |
| 7 septembre  | Robin Thicke featuring T.I. & Pharrell Williams | Blurred Lines         |           |
| 14 septembre | Katy Perry                                      | Roar                  |           |
| 21 septembre | Katy Perry                                      | Roar                  |           |
| 28 septembre | Miley Cyrus                                     | Wrecking Ball         |           |
| 5 octobre    | Miley Cyrus                                     | Wrecking Ball         |           |
| 12 octobre   | Lorde                                           | Royals                |           |
| 19 octobre   | Lorde                                           | Royals                |           |
| 26 octobre   | Lorde                                           | Royals                |           |
| 2 novembre   | Lorde                                           | Royals                |           |
| 9 novembre   | Lorde                                           | Royals                |           |
| 16 novembre  | Lorde                                           | Royals                |           |
| 23 novembre  | Lorde                                           | Royals                |           |
| 30 novembre  | Lorde                                           | Royals                |           |
| 7 décembre   | Lorde                                           | Royals                |           |
| 14 décembre  | Miley Cyrus                                     | Wrecking Ball         |           |
| 21 décembre  | Eminem featuring Rihanna                        | The Monster           |           |
| 28 décembre  | Eminem featuring Rihanna                        | The Monster           |           |